# Procliano (procônsul)
Procliano (em latim: Proclianus) foi um oficial administrativo romano que presumivelmente esteve ativo no século IV. Nativo de Argos, teria exercido em data desconhecida a função de procônsul da Acaia.